# Mater Verborum

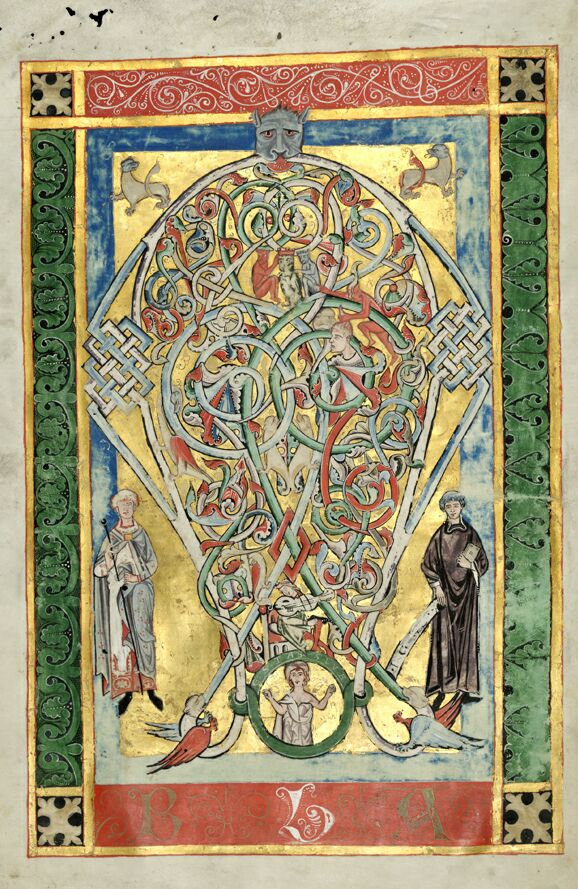
Inicial de apertura en el manuscrito de la Biblioteca del Museo Nacional de Praga.

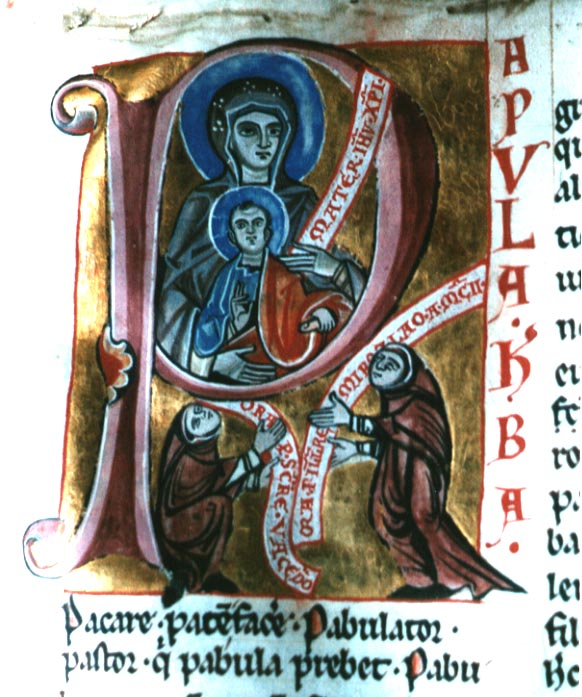
Incipit decorado con la inicial "P", la Virgen María con el Niño y dos monjes creadores, de una de las páginas del manuscrito Mater verborum de Praga.

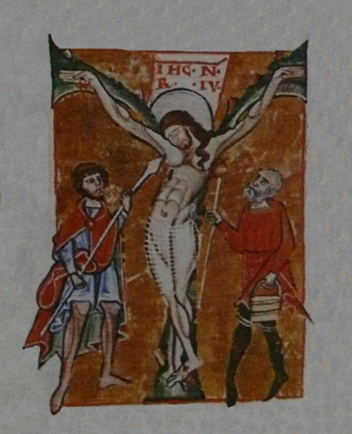
Inicial "T" con Cristo en la cruz (en forma de rama).

Mater verborum ("La madre de las palabras", también Glossæ Salomonis) es un diccionario enciclopédico medieval escrito en latín, un almanaque del saber. 
Su núcleo fue escrito en el siglo IX por Salomón III, abad de la Abadía de San Galo y obispo de Constanza. La obra se hizo muy popular en Europa, y al menos 16 copias manuscritas realizadas entre los siglos X y XV han llegado hasta nuestros días.

## En la biblioteca del Museo Nacional de Praga
Un ejemplar de la Biblioteca del Museo Nacional de Praga (firmado X A 11) ha adquirido especial notoriedad no sólo por su costosa decoración pictórica, sino también porque contiene más de 1100 glosas en lengua checa medieval. Algunas de estas glosas datan del siglo XIII, probablemente, alrededor de 1240, pero hoy día se consideran sospechosas. Se cree que una gran parte de ellas son falsificaciones modernas del siglo XIX, cuando este manuscrito fue redescubierto en la biblioteca por Václav Hanka (1791_1861), escritor y lingüista, una figura reconocida como autor de varios engaños, entre ellos el Manuscrito de la corte de la reina (Rukopis královédvorský) y el Manuscrito de Zelená Hora o Manuscrito de la montaña Verde (Rukopis zelenohorský).

## Glosas

### Glosas checas
En el manuscrito de la biblioteca del museo hay tres capas de glosas checas auténticas, en total 339. El glosario apareció en Bohemia ya en el siglo XII y fue transcrito y complementado aquí con glosas checas. Este primer manuscrito no ha sobrevivido, pero fue transcrito, incluidas 12 glosas checas, al manuscrito del museo actual y se le proporcionó una segunda capa de 42 glosas checas poco después de escribirse (hacia mediados del siglo XIII. Finalmente, a finales del siglo XIII se añadió la última capa de glosas checas antiguas (la mayor, con 285).
El resto (hoy en día aparecen alrededor de 1200 glosas en el manuscrito), aparentemente, no se añadió hasta el siglo XIX.

### Glosas alemanas
Como obra literaria originaria de la zona de habla alemana, contiene un gran conjunto de glosas en alto alemán antiguo. Hanka afirmó, entre otras cosas, que redescubrió el manuscrito del museo en 1827, basándose en una investigación de Eberhard Gottlieb Graff, que estaba centrado, principalmente, en la investigación de la lengua y la literatura del alto antiguo alemán. Estas glosas se publicaron en 1898.